# Atrephes
Atrephes is een geslacht van vlinders van de familie uilen (Noctuidae), uit de onderfamilie Acronictinae.

## Soorten
- A. albiluna Hampson, 1908
- A. phocea Jones, 1908